# Выборы в Совет Безопасности ООН (2000)
Выборы в СБ ООН прошли 10 октября 2000 года на 55 ГА ООН в Штаб-квартире ООН.
Новыми непостоянными членами Совета безопасности ООН на 2 года избраны Маврикий, Сингапур, Колумбия, Ирландия и Норвегия. Свою работу в Совбезе они начали с 1 января 2001 года. Италия и Судан также претендовавшая на место в Совете безопасности, не получили нужного количества голосов.

## Географическое распределение
В соответствии с Генеральной Ассамблеей правила географического распределения из непостоянных членов Совета Безопасности, а также сложившейся практикой, члены избирались следующим образом: один из Африки, один из Азии, один из стран Латинской Америки и Карибского бассейна, и два из Западной Европы.

## Кандидаты
В общей сложности существовало пять кандидатов на пять мест. Ни одна кандидатура не была оспорена.